# Český Krumlov

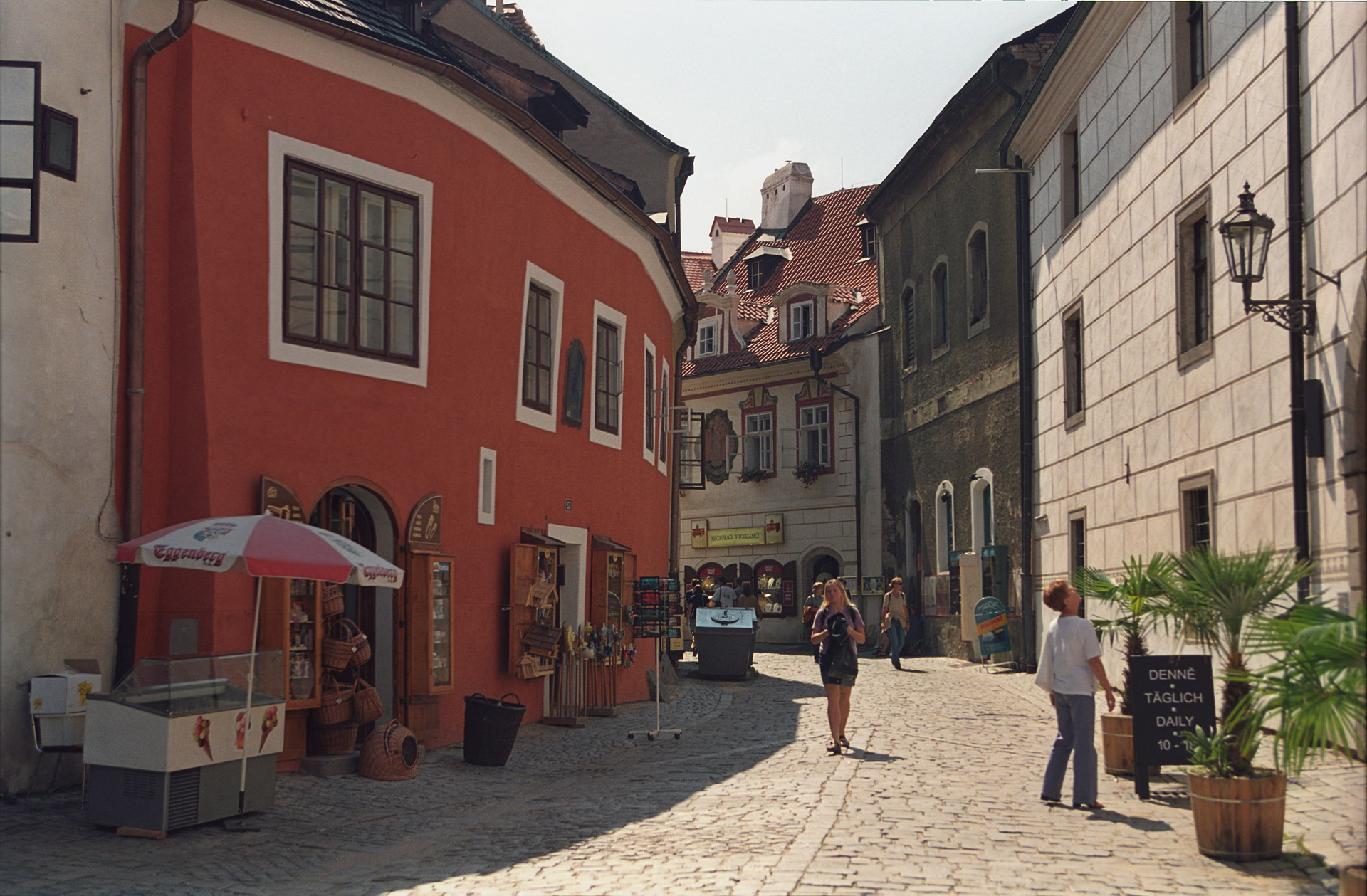
Carrer típic de Krumlov

Český Krumlov és una ciutat de la regió de Bohèmia meridional a la República Txeca. Està inscrita a la llista del Patrimoni de la Humanitat de la UNESCO des del 1992.
És l'antiga capital de la regió de la rosa de cinc pètals dels Rosenberg, la noblesa més rica i influent del país. Després els succeí Juli, dels Àustries, els Eggenberg i, per acabar, els Schwarzenberg. La construcció de la ciutat i el seu castell van començar al segle xiii, a les dues ribes del riu Moldava, entre alguns dels seus nombrosos meandres flanquejats per abundant vegetació. La població de la ciutat el 2005 era de 13.942 habitants, i la seva àrea d'uns 22 km².

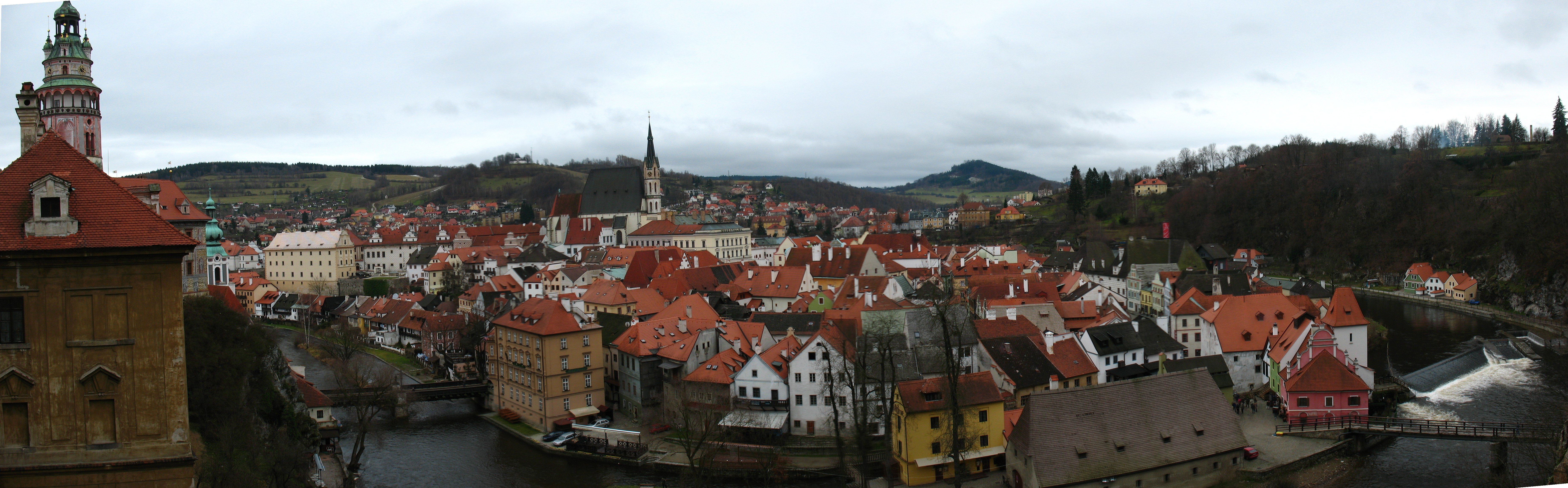
Vista des del castell

La ciutat presenta edificis amb arquitectura medieval gòtica, renaixentista i barroca, entre els quals destaca el teatre barroc del castell, íntegrament conservat fins als nostres dies sense cap mena de reconstrucció.
Existeix un asteroide (2747 Český Krumlov) nomenat en honor d'aquesta ciutat.